# Timarete anchylochaeta
Timarete anchylochaeta är en ringmaskart som först beskrevs av Schmarda 1861.  Timarete anchylochaeta ingår i släktet Timarete och familjen Cirratulidae. Inga underarter finns listade i Catalogue of Life.